# Cartallum ebulinum
Cartallum ebulinum är en skalbaggsart som först beskrevs av Carl von Linné 1767.  Cartallum ebulinum ingår i släktet Cartallum och familjen långhorningar.
Artens utbredningsområde är:
- Frankrike.
- Iran.
- Portugal.
- Ukraina.

Inga underarter finns listade.

## Bildgalleri

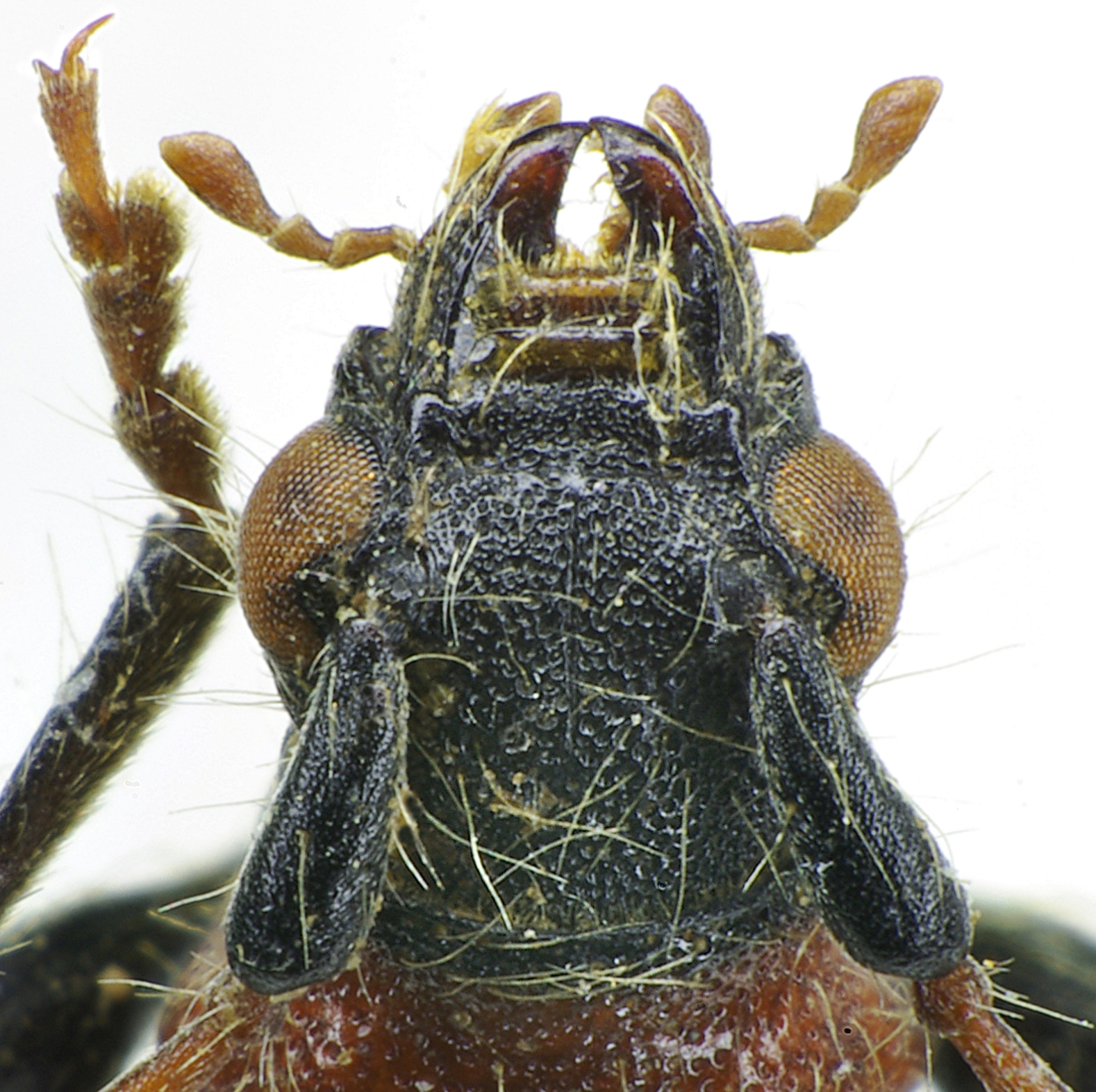
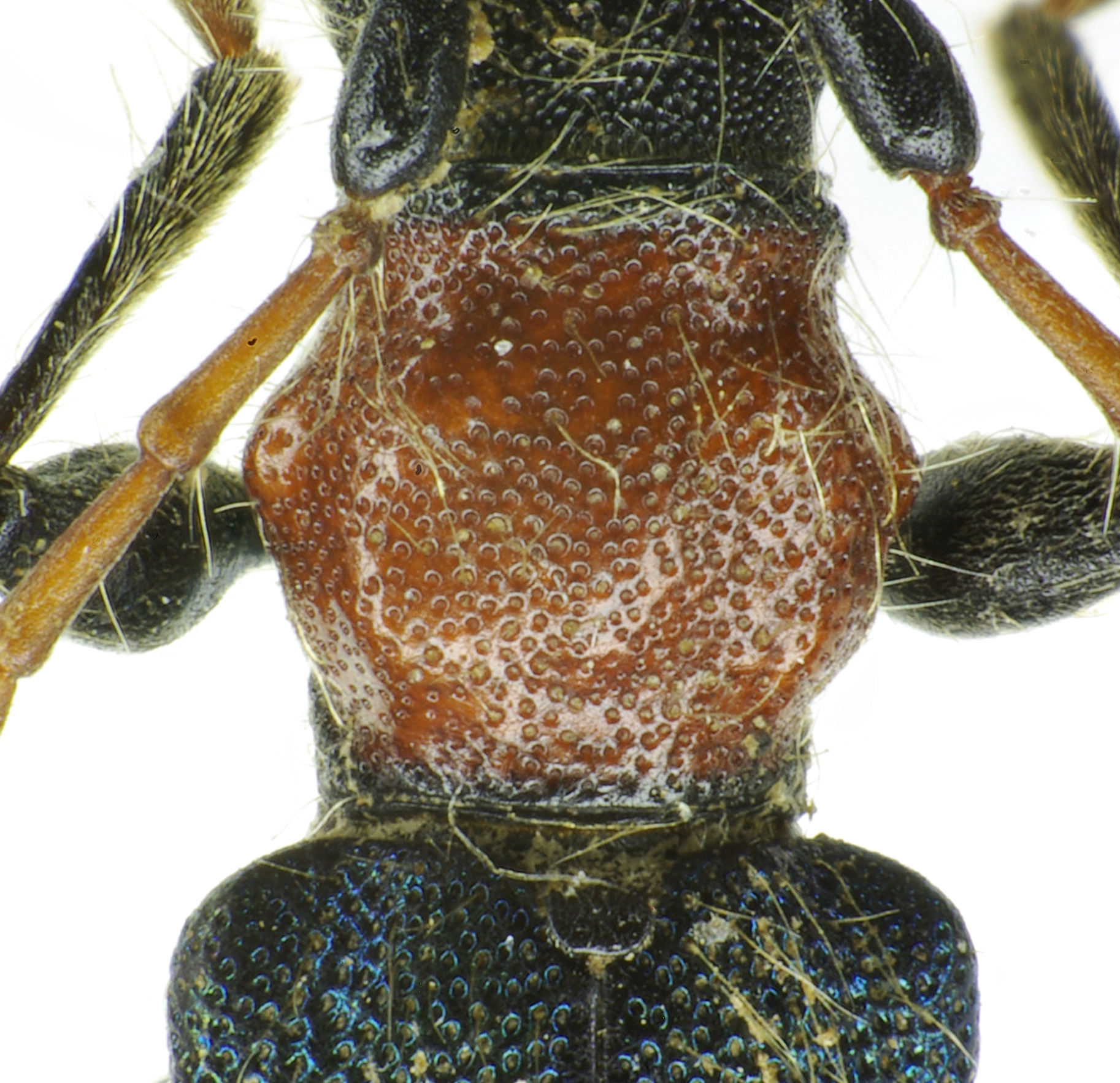
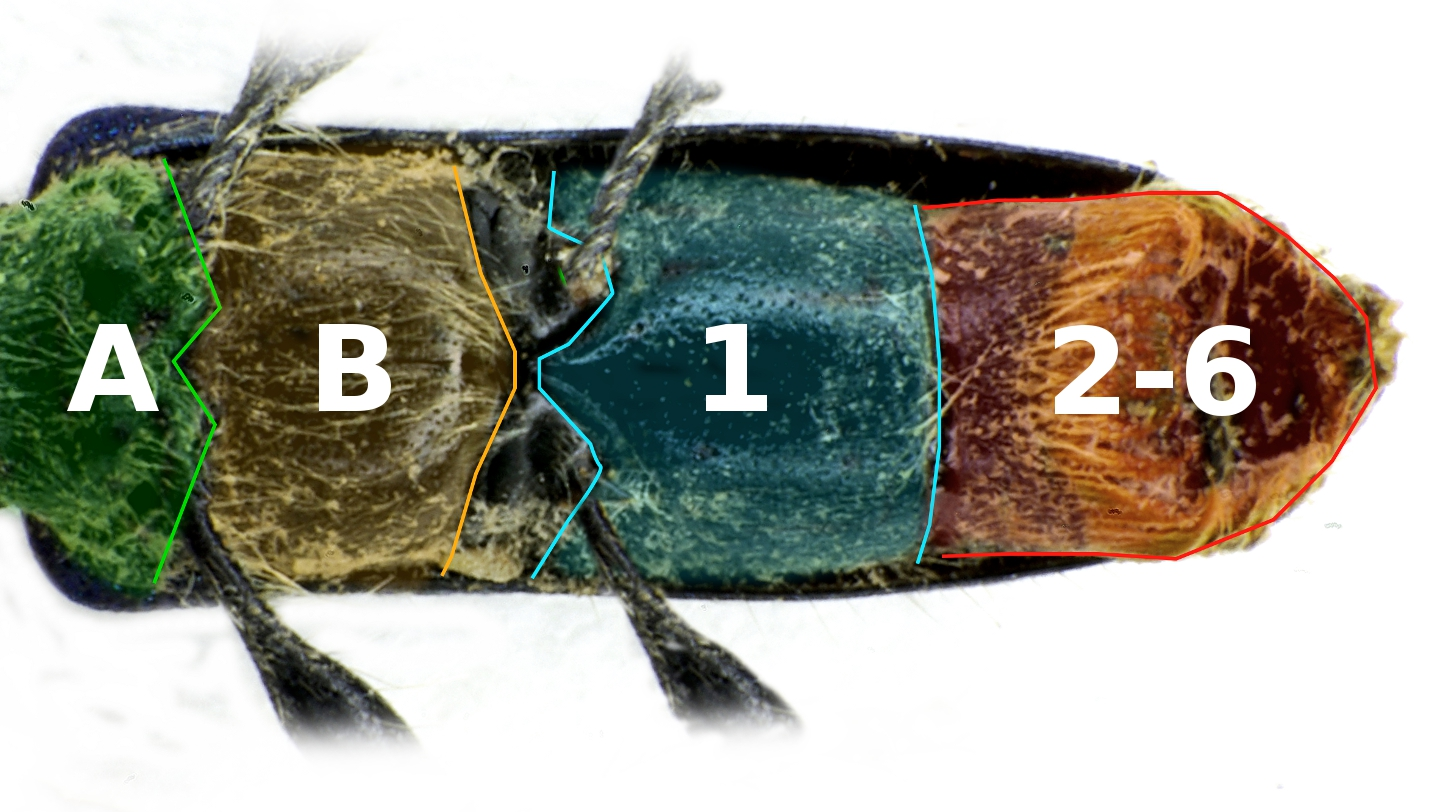
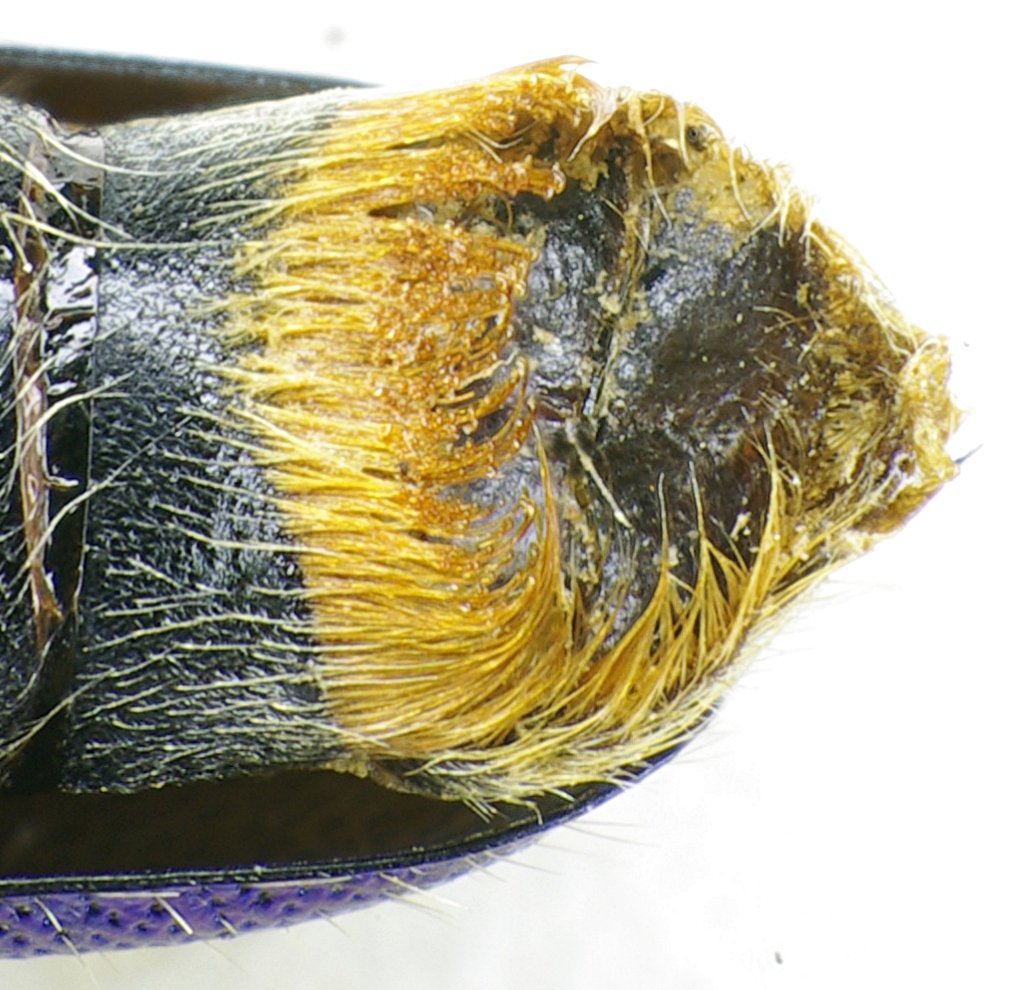
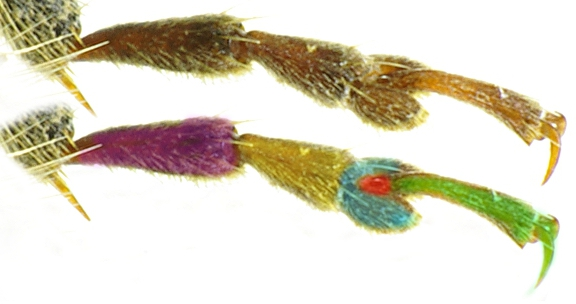